# 川間村
川間村（かわまむら）は千葉県の北西部、東葛飾郡に属していた村。

## 地理
- 河川：利根川、江戸川

## 交通

### 鉄道路線
- 東武野田線：川間駅

### 道路
- 茨城県道・千葉県道17号結城野田線（流山街道）
- 千葉県道194号川間停車場線

## 歴史
- 1889年（明治22年）4月1日 - 町村制施行により、中里村、船形村、尾崎村、東金野井村が合併し東葛飾郡川間村が成立する。
  - 村名は、江戸川と利根川の間に位置するところから命名した。
- 1899年（明治32年）4月1日 - 茨城県猿島郡中川村の一部（利根川の南側、長谷の一部・小山の一部・筵内の一部）を編入する。
- 1930年（昭和5年）10月1日 - 総武鉄道川間駅が開業する。
- 1951年（昭和26年）1月1日 - 大字船形の一部が野田市に編入される[1]。

- 1957年（昭和32年）4月1日 - 東葛飾郡福田村とともに野田市へ編入される。